# مخطط التشتت

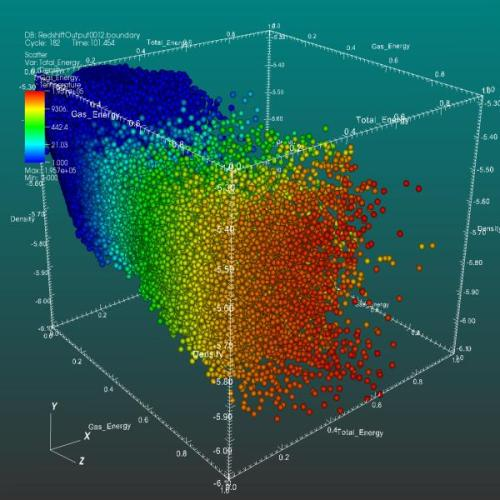
مخطط تشتت ثلاثي الأبعاد

مخطط التشتت أو مخطط الانتشار أو مخطط التبعثر أو رسم التشَتُّت  البياني هو رسم بَيَانِي، أي توضيحي، مُوَزَّعٌ أي متفرق للانتشار يظهر أنماطاً مشتتة بين متغيرين (سطح ثنائي الأبعاد) أو ثلاثة متغيرات (مجسم ثلاثي الأبعاد) على شكل سحابة من النقط المبعثرة تستخدم في تحليل (يسمى تحليل مخطط التشتت) للبحث عن علاقة دالّة رياضية محتملة تصف النسبة بين المتغيرين أو المتغيرات الثلاثة، خصوصاً إذا كانت العلاقة معقدة أو في أولى محاولات حل المسألة الرياضية المستخدمة في تطبيقات البحث العلمي سواء في العلوم الصميمة أو في العلوم الاجتماعية والإنسانية والإقتصادية، مثلاً تعتبر أحد أدوات الجودة السبعة كأداة إحصائية تستخدمها فرق تحسين جودة العمليات والمنتوجات.
بعد جمع البينات حول أحد العناصر المتغيرة مع عنصر آخر، يتم رسم نقطة تعبر عن القيمة العددية للعنصر الأول على أحد المحورين كأن يكون المحور الديكارتي السيني الأفقي، ومتغير آخر هو أحد عيوب الجودة على المحور الآخر أي محور الصادات العمودي. يستمر وضع النقط على المستوي الديكارتي لكل قيمة عددية للمتغيرين بوزن أحدهما بما يقابلها من الأخرى. بعد ذلك إما تتوقف العملية ويستخدم المخطط كما هو كوسيلة بصرية للمساعدة في صنع القرار في ما إذا كانت هنالك علاقة أصلاً أو يمرر خط أو منحنى بين هذه النقاط ويحاول إيجاد صيغة رياضية أي منطقية تعبر عن هذه الدالة. يضاف محور آخر متعامد أو أكثر حسب عدد العوامل المتغيرة المؤثرة في نفس الوقت، ولكن ذلك يزيد من تعقيد المسألة، ولذلك تفصل المسألة إلى علاقة كل متغيرين على حدة تبسيطاً، وتقسيم كل جهة إلى حدة زيادة في التبسيط.

## تاريخ المصطلح
رغم أن المبدأ قديم قدم نظام إحداثيات ديكارت، يعتبر العالم البريطاني جون هرشل أول من وصفه بهذا الوصف (بالإنجليزية scatter plot أو dispersion diagram)، وهنالك تعريبات مختلفة لهذا المفهوم من اللغة الإنجليزية إلى اللغة العربية منها، بالإضافة إلى مصطلح «مخطط التشتت» الأكثر شعبية، مصطلح مخطط الانتشار أو مخطط التبعثر أو رسم التشَتُّت  البياني  أو مخطط البعثرة  أو تخطيط التشتت أو تخطيط التبعثر أو بيان الإنتشار  أو رسم الإنتشار أو منحنى البيانات المبعثرة أو مِبْيانٌ تَبَعْثُرِيّ. أو مخطط بياني متفرق وهنالك أيضاً تعريبات مختلفة لهذا المفهوم من اللغة الفرنسية (nuage de points) إلى اللغة العربية منها سحابة النقط أو منقّط النثر.

مخطط تشتت لخاصية الجودة XXX

## استخدامه في إدارة وضبط الجودة
يستخدم مخطط التشتت كأحد الأدوات الإحصائية أو أساليب تمثيل البيانات التي تستخدم في تحسين جودة العمليات والمنتوجات حيث يعتبر أحد أدوات الجودة السبعة أي الأكثر أهمية وهو وسيلة مستخدمة كجزء من منهجيات ستة سيغما.

### استخدامه في إدارة الجودة
في عملية إدارة الجودة النوعية، بعد جمع البينات، توضع القيمة العددية لأحد العناصر المتغيرة الخاصة بعملية معينة أو بيئة أو نشاط ما على أحد المحورين بينما توضع القيمة العددية لمقدار أحد عيوب الجودة على المحور الآخر.

### استخدامه في ضبط الجودة
في عملية ضبط الجودة أي السيطرة النوعية، بعد جمع البيانات، يوضع الأداء المخطط له على أحد المحورين بينما يوضع الأداء الفعلي على المحور الآخر.

## علاقته بتحليل الانحدار
تحليل الانحدار أو تحليل التراجع هو مجموعة من عمليات النمذجة الإحصائية لتقدير العلاقات بين المتغير التابع (متغير النتيجة) ومتغير مستقل واحد أو أكثر (متغيرات التنبؤ أو المتغيرات المشتركة أو الميزات).
مخطط التشتت يمكّن المحلل الإحصائي من رؤية أنواع مختلفة من الارتباطات الإحصائية بين المتغيرات بمجال ثقة معين. يقوم بعدها المحلل بعملية توفيق المنحنيات بهدف رسم الخط البياني الأكثر ملاءمة للوصل بين النقط. بعدها يمكن إيجاد معادلة الارتباط بين المتغيرات الأكثر ملائمة لتفسير هذا الخط. في مثل هذا الارتباط الخطي، يُعرف هذا الإجراء الأنسب باسم الانحدار الخطي ويضمن إيجاد حل صحيح في وقت محدود.
كذلك يمكّن مخطط التشتت المحلل الإحصائي من رؤية علاقات غير خطية بين المتغيرات. بنفس أسلوب رسم خطوط مائلة وإيجاد المعادلة الأكثر تفسيراً لها، يمكن أيضاً إيجاد حل صحيح للارتباطات غير الخطية. يُعرف هذا الإجراء الأنسب باسم «الانحدار المحلي» أو «الانحدار متعدد الحدود المحلي» أو «الانحدار المتحرك».

### استخدامه في إغلاق المشروع أو المرحلة
في النسخة العربية من الدليل المعرفي لإدارة المشروعات، عرّب تحليل الانحدار بمصطلح «تحليل التراجع» وذكر في الإصدار السادس على أنه أحد أساليب تحليل البيانات التي يمكن أن تستخدم في عملية إغلاق المشروع أو المرحلة. لذلك فإن مخطط التشتت يستخدم بطريقة غير مباشرة في عملية إغلاق المشروع أو المرحلة من خلال استخدامه في تحليل التراجع، حيث أن تحليل التراجع يجري فيه فحص العلاقات بين متغيرات المشروع المختلفة وما نتج عنها من مخرجات المشروع بهدف إيجاد علاقة رياضية وإحصائية تفيد في تحسين الأداء في المشاريع المستقبلية.

## اختلافه عن مخطط النقط
ينبغي أن يُميّز بين مخطط التشتت وبين مخطط النقط (بالإنجليزية Dot Plot) حيث أن الأخير هو مجرد مدرج تكراري يستعيض عن الأعمدة بنقط، وعلى عكس مخطط التشتت، لا تمثل كل نقطة في مخطط النقط علاقة بالمتغيرات الأخرى.

## روابط خارجية
- أدوت الجودة السبعة